# Lega Nazionale Trieste
La Lega Nazionale per lo Sport fu un'associazione sportiva e culturale di Trieste e Monfalcone.
La sezione sportiva fu fondata nel 1946 (inglobando la Giovinezza Sportiva, fondata nel 1945) come risposta alla nascita dell'Unione Circoli Educazione Fisica, un'altra associazione sportiva legata agli indipendentisti triestini e al movimento filo-jugoslavo sostenitore di Tito.
La prima squadra che ottenne dei successi a livello nazionale fu la Giovinezza Lega Nazionale di rugby a 15, che partecipò alla serie A dal 1946-47 al 1950.
Nell'atletica vinse due titoli nazionali assoluti.
Nella pallavolo femminile, la Lega Nazionale vinse lo scudetto del 1950.
Nella pallacanestro femminile, la squadra prese parte ai campionati 1946-47, 1947-48 e 1948-49, arrivando per due volte al quarto posto. Fornì inoltre tre giocatrici alla Nazionale universitaria.
Nella pallacanestro maschile, il cui prodotto più famoso è l'olimpionico Romeo Romanutti, la Lega Nazionale partecipò al campionato italiano per cinque campionati. Con sede a Monfalcone, fu in Serie A nel 1946-47 e in Serie B nel 1947-48 e nel 1948-49. Con sede a Trieste, fu per due campionati nella massima serie, nel 1949-50 e nel 1950-51.
La Lega Nazionale operò anche nel calcio, nel tennis tavolo e nel tamburello.